# Bijvanck (wijk)
De wijk Bijvanck ligt gedeeltelijk in de Nederlandse gemeente Huizen, gedeeltelijk in de gemeente Blaricum.
De bouw van de Bijvanck begon in 1973. Huizen was toen aangewezen als groeikern, een voor het Gooi spaarzame gelegenheid, maar had de medewerking en het grondgebied van Blaricum nodig om een dergelijk omvangrijk plan te kunnen realiseren. De Bijvanck is van het oude dorp van Blaricum gescheiden door een klein stuk hei en weilanden. De gemeentegrens loopt dwars door de bebouwing van de wijk heen.
Onder meer de kettingwoningen (69 woningen in slingervorm) zijn ontworpen door de architect Willem Wissing.
Het bureau 'Warnau Hofmann Kalff tuinarchitecten' kreeg in 1973 de opdracht voor de omgevingsaanleg. Tienduizend bomen, die al enkele jaren op een aparte kwekerij groeiden, werden op pleinen, langs boulevards en in de woonstraten geplant. De wegenstructuur en de omringende geluidswal zijn door F.M. Maas ontworpen. Het verkeer, groen en spel werden gecombineerd in één vormgegeven openbare ruimte. Bijvanck diende later als voorbeeld voor de ontwikkeling van Houten.
Bijvanck E en F (totaal 1750 woningen) liggen aan de zuidrand van de wijk, tegen de Warandeberg aan die oud-Blaricum en Bijvanck scheidt. De kenmerkende sfeer van oud-Blaricum met zijn grote erven met heggen gold als uitgangspunt voor de delen E en F. Hier werd de hele wijk een erf. Al het verkeer werd ondergebracht in één profiel. Nergens in beide wijkdelen zijn stoepen gedetailleerd, overal is het eigen erf de grens met de straat.
Met de stedenbouwkundigen werd afgesproken dat alle woningen baksteen en blauwe pannen kregen. Naar het centrum van de wijk, waar de winkels zijn, gaf Kalff de open ruimte een meer stedelijk karakter. Een kade met grachtje wordt 'de kade van Kalff' genoemd - mede vanwege de hoge kosten. De stadsrand is, in aansluiting op het Gooise landschap, een ruig betreedbaar gebied, waar het onderhoud bestaat uit het twee keer per jaar maaien van gras.
Kernen: Blaricum · Bijvanck

Noord-Holland: Steden en dorpen      Nederland: Provincies · Gemeenten
Dorp: Huizen      Buurtschappen: Bikbergen · Crailo · Huizerhoogt · Valkeveen

Wijken: Bijvanck · Bovenweg · Huizermaat · Oostermeent · Oude dorp · Stad en Lande · Vierde Kwadrant · Zenderwijk
Noord-Holland: Steden en dorpen      Nederland: Provincies · Gemeenten